# Stettiner Oderwerke

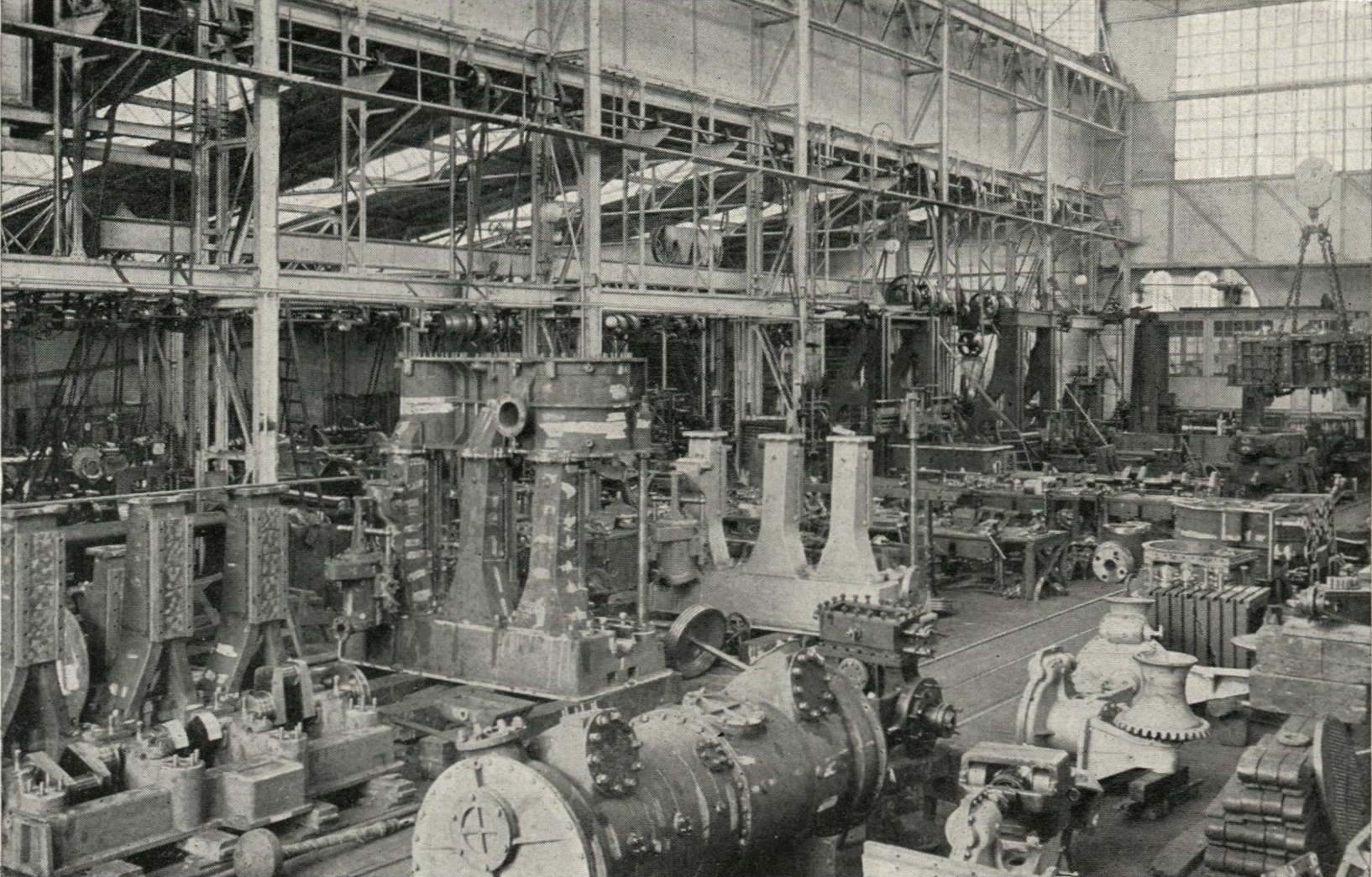
Wnętrze hali sztoczni.

Stettiner Oderwerke AG – niemiecka stocznia istniejąca do zakończenia II wojny światowej w Szczecinie na Grabowie.

## Historia
W 1854 roku założono przedsiębiorstwo prywatne Möller & Holberg (od nazwisk konstruktorów-założycieli), w 1872 roku przekształcone w spółkę akcyjną Stettiner Maschinenbau-Anstalt und Schiffsbauwerft AG. 25 sierpnia 1894 roku połączone zostało ze stocznią Aaron & Gollnow i nosiło nazwę Stettiner Oderwerke Maschinenfabrik und Schiffsbauwerft AG. Firma ta upadła w 1901 roku, a 28 stycznia 1903 roku powstała nowa spółka pod nazwą Stettiner Oderwerke AG für Schiff- und Maschinenbau.
W 1933 roku w Oderwerke zwodowano lodołamacz SS „Stettin”. Podczas II wojny światowej zbudowała dla Kriegsmarine dwa U-Booty typu VIIC: U-821 i U-822; budowa dwóch kolejnych (U-823 i U-824) została przerwana.
W wyniku działań wojennych została kompletnie zniszczona, a po odbudowie została włączona do Stoczni Szczecińskiej. Przedsiębiorstwo Oderwerke zostało przeniesione w 1949 roku do Lubeki, a w 1950 roku do Kolonii. W 1961 roku ogłosiło bankructwo i zostało zamknięte.